# Dunajské ohbí

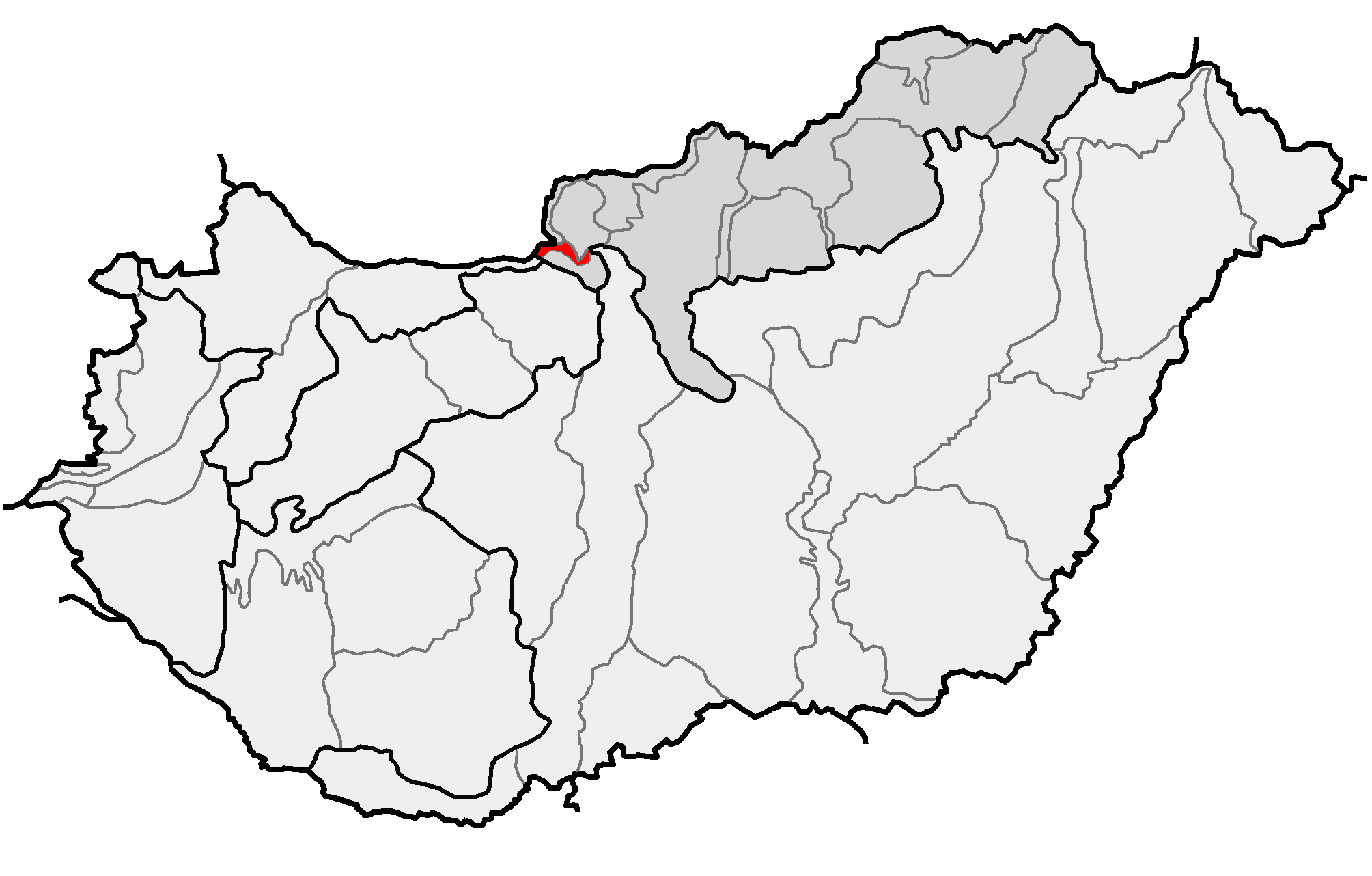
Dunajské ohbí (červeně vyznačeno) na mapě geomorfologických celků Maďarska

Dunajské ohbí, maďarsky Dunakanyar, je esovitě zatočené průlomové údolí Dunaje v Maďarsku u hranic se Slovenskem, severně od Budapešti. Dunaj zde po několika zákrutech výrazně mění svůj dosud zhruba východní směr na jižní. Lokalita je turisticky velmi atraktivní nejen pro svou vlastní malebnost, ale i pro koncentraci historických měst a památek (Ostřihom, Visegrád, Vác, Szentendre). V okolí se dále rozkládá národní park Duna-Ipoly.
Ohbí se nachází v zóně, kde Dunaj na cestě mezi Malou a Velkou dunajskou kotlinou překonává Maďarské středohoří, tudíž je zde jeho koryto užší a hlubší, a tok rychlejší, než v okolní rovině. V samém závěru Malé kotliny Dunaj přijímá zleva Hron a již mezi pohořími (Burda, Piliš a Börzsöny) ještě Ipeľ. Za městem Szob se dosud na východ mířící tok stáčí téměř o pravý úhel na jih a u obce Dömös začíná ostrý obrat doleva, o cca 140° na poloměru 1,5–2 km. Dunaj následně teče na severovýchod soutěskou mezi městy Visegrád a Nagymaros, kde měla být podle zrušeného projektu vybudována hráz vyrovnávací přehrady vodního díla Gabčíkovo(-Nagymaros). Pod soutěskou se od hlavního koryta odpojuje pravobřežní rameno Szentendrei-Duna vytvářející Szentenderský ostrov, a celé údolí se mohutným obloukem obrací k jihu, čímž ohbí nad Budapeští končí.
Dunajským ohbím vede (po levém břehu) hlavní dálková železniční trať z Budapešti směr Slovensko a Česko, a po obou březích silnice I. třídy lokálního významu (č. 11 Budapešť-Szentendre-Ostřihom a č. 12 Vác-Szob).